# Oleg Ivanov
Oleg Aleksandrovich Ivanov (tiếng Nga: Олег Александрович Иванов; sinh ngày 4 tháng 8 năm 1986) là một cầu thủ bóng đá người Nga hiện tại thi đấu ở vị trí tiền vệ trung tâm cho FC Akhmat Grozny ở Nga.

## Sự nghiệp câu lạc bộ

### Krylia Sovetov Samara
Anh ra mắt cho Krylia Sovetov vào ngày 22 tháng 3 năm 2008.

## Sự nghiệp quốc tế
Ivanov được chọn vào đội hình chình thức của đội tuyển quốc gia Nga cho Euro 2008. Anh được triệu tập sau khi Pavel Pogrebnyak bị chấn thương. Sau khoảng nghỉ dài, anh lại được triệu tập vào đội tuyển quốc gia vào tháng 2 năm 2013 thi đấu giao hữu với Iceland. Anh chính thức ra mắt đội tuyển quốc gia vào ngày 7 tháng 6 năm 2015 trong trận giao hữu với Belarus.

## Thống kê sự nghiệp

### Câu lạc bộ
Tính đến 13 tháng 5 năm 2018
| Câu lạc bộ               | Mùa giải            | Giải vô địch                | Giải vô địch | Giải vô địch | Cúp     | Cúp       | Châu lục | Châu lục  | Tổng cộng | Tổng cộng |
| Câu lạc bộ               | Mùa giải            | Hạng đấu                    | Số trận      | Bàn thắng    | Số trận | Bàn thắng | Số trận  | Bàn thắng | Số trận   | Bàn thắng |
| ------------------------ | ------------------- | --------------------------- | ------------ | ------------ | ------- | --------- | -------- | --------- | --------- | --------- |
| FC Spartak Moscow        | 2002                | Giải bóng đá ngoại hạng Nga | 0            | 0            | 0       | 0         | 0        | 0         | 0         | 0         |
| FC Spartak Moscow        | 2003                | Giải bóng đá ngoại hạng Nga | 0            | 0            | 0       | 0         | 0        | 0         | 0         | 0         |
| FC Spartak Moscow        | 2004                | Giải bóng đá ngoại hạng Nga | 2            | 0            | 0       | 0         | 3        | 0         | 5         | 0         |
| FC Spartak Moscow        | Tổng cộng           | Tổng cộng                   | 2            | 0            | 0       | 0         | 3        | 0         | 5         | 0         |
| FC Khimki                | 2005                | FNL                         | 32           | 7            | 4       | 1         | –        | –         | 36        | 8         |
| FC Kuban Krasnodar       | 2006                | FNL                         | 39           | 5            | 1       | 1         | –        | –         | 40        | 6         |
| FC Kuban Krasnodar       | 2007                | Giải bóng đá ngoại hạng Nga | 18           | 4            | 2       | 0         | –        | –         | 20        | 4         |
| FC Kuban Krasnodar       | Tổng cộng           | Tổng cộng                   | 57           | 9            | 3       | 1         | 0        | 0         | 60        | 10        |
| FC Krylia Sovetov Samara | 2008                | Giải bóng đá ngoại hạng Nga | 22           | 2            | 2       | 1         | –        | –         | 24        | 3         |
| FC Krylia Sovetov Samara | 2009                | Giải bóng đá ngoại hạng Nga | 27           | 2            | 0       | 0         | 2        | 0         | 29        | 2         |
| FC Krylia Sovetov Samara | 2010                | Giải bóng đá ngoại hạng Nga | 15           | 2            | 1       | 0         | –        | –         | 16        | 2         |
| FC Krylia Sovetov Samara | Tổng cộng           | Tổng cộng                   | 64           | 6            | 3       | 1         | 2        | 0         | 69        | 7         |
| FC Rostov                | 2011–12             | Giải bóng đá ngoại hạng Nga | 14           | 0            | 3       | 1         | –        | –         | 17        | 1         |
| FC Akhmat Grozny         | 2011–12             | Giải bóng đá ngoại hạng Nga | 10           | 0            | 1       | 0         | –        | –         | 11        | 0         |
| FC Akhmat Grozny         | 2012–13             | Giải bóng đá ngoại hạng Nga | 26           | 3            | 3       | 0         | –        | –         | 29        | 3         |
| FC Akhmat Grozny         | 2013–14             | Giải bóng đá ngoại hạng Nga | 29           | 4            | 3       | 0         | –        | –         | 32        | 4         |
| FC Akhmat Grozny         | 2014–15             | Giải bóng đá ngoại hạng Nga | 27           | 1            | 1       | 0         | –        | –         | 28        | 1         |
| FC Akhmat Grozny         | 2015–16             | Giải bóng đá ngoại hạng Nga | 28           | 1            | 2       | 0         | –        | –         | 30        | 1         |
| FC Akhmat Grozny         | 2016–17             | Giải bóng đá ngoại hạng Nga | 20           | 1            | 2       | 0         | –        | –         | 22        | 1         |
| FC Akhmat Grozny         | 2017–18             | Giải bóng đá ngoại hạng Nga | 19           | 0            | 0       | 0         | –        | –         | 19        | 0         |
| FC Akhmat Grozny         | Tổng cộng           | Tổng cộng                   | 159          | 10           | 12      | 0         | 0        | 0         | 171       | 10        |
| Tổng cộng sự nghiệp      | Tổng cộng sự nghiệp | Tổng cộng sự nghiệp         | 328          | 32           | 25      | 4         | 5        | 0         | 358       | 36        |